# Eleições parlamentares europeias de 1987 no distrito de Bragança
| Eleições parlamentares europeias de 1987 Distritos: Aveiro \| Beja \| Braga \| Bragança \| Castelo Branco \| Coimbra \| Évora \| Faro \| Guarda \| Leiria \| Lisboa \| Portalegre \| Porto \| Santarém \| Setúbal \| Viana do Castelo \| Vila Real \| Viseu \| Açores \| Madeira \| Estrangeiro |

## Resultados por concelho
Os resultados nos concelhos do Distrito de Bragança foram os seguintes:

### Alfândega da Fé
| Partido                 | Partido                        | Votos | %               |
| ----------------------- | ------------------------------ | ----- | --------------- |
|                         | Partido Social Democrata       | 2 072 | 49,05 / 100,00  |
|                         | Partido Socialista             | 778   | 18,42 / 100,00  |
|                         | Centro Democrático Social      | 724   | 17,14 / 100,00  |
|                         | Coligação Democrática Unitária | 200   | 4,73 / 100,00   |
|                         | Partido Popular Monárquico     | 67    | 1,59 / 100,00   |
|                         | Partido da Democracia Cristã   | 63    | 1,49 / 100,00   |
|                         | Partido Renovador Democrático  | 45    | 1,07 / 100,00   |
|                         | Outros (com menos de 1,00%)    | 111   | 2,63 / 100,00   |
| Votos Inválidos         | Votos Inválidos                | 164   | 3,88 / 100,00   |
| Total                   | Total                          | 4 224 | 100,00 / 100,00 |
| Eleitorado/Participação | Eleitorado/Participação        | 6 065 | 69,65 / 100,00  |

### Bragança
| Partido                 | Partido                        | Votos  | %               |
| ----------------------- | ------------------------------ | ------ | --------------- |
|                         | Partido Social Democrata       | 8 208  | 44,42 / 100,00  |
|                         | Partido Socialista             | 3 979  | 21,53 / 100,00  |
|                         | Centro Democrático Social      | 3 808  | 20,61 / 100,00  |
|                         | Coligação Democrática Unitária | 534    | 2,89 / 100,00   |
|                         | Partido Renovador Democrático  | 294    | 1,59 / 100,00   |
|                         | Partido Popular Monárquico     | 287    | 1,55 / 100,00   |
|                         | Outros (com menos de 1,00%)    | 626    | 3,39 / 100,00   |
| Votos Inválidos         | Votos Inválidos                | 741    | 4,01 / 100,00   |
| Total                   | Total                          | 18 477 | 100,00 / 100,00 |
| Eleitorado/Participação | Eleitorado/Participação        | 28 526 | 64,77 / 100,00  |

### Carrazeda de Ansiães
| Partido                 | Partido                        | Votos | %               |
| ----------------------- | ------------------------------ | ----- | --------------- |
|                         | Partido Social Democrata       | 2 758 | 49,15 / 100,00  |
|                         | Centro Democrático Social      | 1 104 | 19,68 / 100,00  |
|                         | Partido Socialista             | 974   | 17,36 / 100,00  |
|                         | Coligação Democrática Unitária | 147   | 2,62 / 100,00   |
|                         | Partido Renovador Democrático  | 135   | 2,41 / 100,00   |
|                         | Outros (com menos de 1,00%)    | 252   | 4,49 / 100,00   |
| Votos Inválidos         | Votos Inválidos                | 241   | 4,30 / 100,00   |
| Total                   | Total                          | 5 611 | 100,00 / 100,00 |
| Eleitorado/Participação | Eleitorado/Participação        | 8 268 | 67,86 / 100,00  |

### Freixo de Espada à Cinta
| Partido                 | Partido                        | Votos | %               |
| ----------------------- | ------------------------------ | ----- | --------------- |
|                         | Partido Social Democrata       | 1 485 | 47,52 / 100,00  |
|                         | Partido Socialista             | 778   | 24,90 / 100,00  |
|                         | Centro Democrático Social      | 356   | 11,39 / 100,00  |
|                         | Coligação Democrática Unitária | 163   | 5,22 / 100,00   |
|                         | Partido Popular Monárquico     | 40    | 1,28 / 100,00   |
|                         | Partido da Democracia Cristã   | 36    | 1,15 / 100,00   |
|                         | Outros (com menos de 1,00%)    | 116   | 3,72 / 100,00   |
| Votos Inválidos         | Votos Inválidos                | 151   | 4,83 / 100,00   |
| Total                   | Total                          | 3 125 | 100,00 / 100,00 |
| Eleitorado/Participação | Eleitorado/Participação        | 4 581 | 68,22 / 100,00  |

### Macedo de Cavaleiros
| Partido                 | Partido                        | Votos  | %               |
| ----------------------- | ------------------------------ | ------ | --------------- |
|                         | Partido Social Democrata       | 5 209  | 50,42 / 100,00  |
|                         | Centro Democrático Social      | 2 349  | 22,74 / 100,00  |
|                         | Partido Socialista             | 1 587  | 15,36 / 100,00  |
|                         | Coligação Democrática Unitária | 222    | 2,15 / 100,00   |
|                         | Partido da Democracia Cristã   | 112    | 1,08 / 100,00   |
|                         | Partido Popular Monárquico     | 109    | 1,06 / 100,00   |
|                         | Partido Renovador Democrático  | 103    | 1,00 / 100,00   |
|                         | Outros (com menos de 1,00%)    | 268    | 2,60 / 100,00   |
| Votos Inválidos         | Votos Inválidos                | 372    | 3,60 / 100,00   |
| Total                   | Total                          | 10 331 | 100,00 / 100,00 |
| Eleitorado/Participação | Eleitorado/Participação        | 16 177 | 63,86 / 100,00  |

### Miranda do Douro
| Partido                 | Partido                         | Votos | %               |
| ----------------------- | ------------------------------- | ----- | --------------- |
|                         | Partido Social Democrata        | 2 483 | 48,35 / 100,00  |
|                         | Partido Socialista              | 1 145 | 22,29 / 100,00  |
|                         | Centro Democrático Social       | 767   | 14,93 / 100,00  |
|                         | Coligação Democrática Unitária  | 116   | 2,26 / 100,00   |
|                         | Movimento Democrático Português | 72    | 1,40 / 100,00   |
|                         | Partido da Democracia Cristã    | 62    | 1,21 / 100,00   |
|                         | Partido Renovador Democrático   | 60    | 1,17 / 100,00   |
|                         | Outros (com menos de 1,00%)     | 165   | 3,21 / 100,00   |
| Votos Inválidos         | Votos Inválidos                 | 266   | 5,18 / 100,00   |
| Total                   | Total                           | 5 136 | 100,00 / 100,00 |
| Eleitorado/Participação | Eleitorado/Participação         | 8 102 | 63,39 / 100,00  |

### Mirandela
| Partido                 | Partido                        | Votos  | %               |
| ----------------------- | ------------------------------ | ------ | --------------- |
|                         | Partido Social Democrata       | 6 644  | 45,75 / 100,00  |
|                         | Centro Democrático Social      | 3 281  | 22,59 / 100,00  |
|                         | Partido Socialista             | 2 648  | 18,24 / 100,00  |
|                         | Coligação Democrática Unitária | 601    | 4,14 / 100,00   |
|                         | Partido Renovador Democrático  | 262    | 1,80 / 100,00   |
|                         | Partido Popular Monárquico     | 170    | 1,17 / 100,00   |
|                         | Outros (com menos de 1,00%)    | 426    | 2,94 / 100,00   |
| Votos Inválidos         | Votos Inválidos                | 489    | 3,37 / 100,00   |
| Total                   | Total                          | 14 521 | 100,00 / 100,00 |
| Eleitorado/Participação | Eleitorado/Participação        | 22 099 | 65,71 / 100,00  |

### Mogadouro
| Partido                 | Partido                        | Votos  | %               |
| ----------------------- | ------------------------------ | ------ | --------------- |
|                         | Partido Social Democrata       | 4 360  | 56,76 / 100,00  |
|                         | Centro Democrático Social      | 1 421  | 18,50 / 100,00  |
|                         | Partido Socialista             | 1 132  | 14,74 / 100,00  |
|                         | Coligação Democrática Unitária | 131    | 1,71 / 100,00   |
|                         | Outros (com menos de 1,00%)    | 360    | 4,69 / 100,00   |
| Votos Inválidos         | Votos Inválidos                | 278    | 3,62 / 100,00   |
| Total                   | Total                          | 7 682  | 100,00 / 100,00 |
| Eleitorado/Participação | Eleitorado/Participação        | 11 662 | 65,87 / 100,00  |

### Torre de Moncorvo
| Partido                 | Partido                        | Votos  | %               |
| ----------------------- | ------------------------------ | ------ | --------------- |
|                         | Partido Social Democrata       | 3 205  | 43,83 / 100,00  |
|                         | Partido Socialista             | 1 782  | 24,37 / 100,00  |
|                         | Centro Democrático Social      | 1 279  | 17,49 / 100,00  |
|                         | Coligação Democrática Unitária | 263    | 3,60 / 100,00   |
|                         | Partido Popular Monárquico     | 74     | 1,01 / 100,00   |
|                         | Outros (com menos de 1,00%)    | 353    | 4,82 / 100,00   |
| Votos Inválidos         | Votos Inválidos                | 356    | 4,87 / 100,00   |
| Total                   | Total                          | 7 312  | 100,00 / 100,00 |
| Eleitorado/Participação | Eleitorado/Participação        | 11 030 | 66,29 / 100,00  |

### Vila Flor
| Partido                 | Partido                        | Votos | %               |
| ----------------------- | ------------------------------ | ----- | --------------- |
|                         | Partido Social Democrata       | 2 486 | 49,53 / 100,00  |
|                         | Partido Socialista             | 934   | 18,61 / 100,00  |
|                         | Centro Democrático Social      | 850   | 16,94 / 100,00  |
|                         | Coligação Democrática Unitária | 264   | 5,26 / 100,00   |
|                         | Partido Renovador Democrático  | 80    | 1,59 / 100,00   |
|                         | Outros (com menos de 1,00%)    | 200   | 4,00 / 100,00   |
| Votos Inválidos         | Votos Inválidos                | 205   | 4,08 / 100,00   |
| Total                   | Total                          | 5 019 | 100,00 / 100,00 |
| Eleitorado/Participação | Eleitorado/Participação        | 7 473 | 67,16 / 100,00  |

### Vimioso
| Partido                 | Partido                         | Votos | %               |
| ----------------------- | ------------------------------- | ----- | --------------- |
|                         | Partido Social Democrata        | 2 091 | 54,90 / 100,00  |
|                         | Partido Socialista              | 643   | 16,88 / 100,00  |
|                         | Centro Democrático Social       | 565   | 14,83 / 100,00  |
|                         | Coligação Democrática Unitária  | 59    | 1,55 / 100,00   |
|                         | Movimento Democrático Português | 43    | 1,13 / 100,00   |
|                         | Partido da Democracia Cristã    | 39    | 1,02 / 100,00   |
|                         | Outros (com menos de 1,00%)     | 135   | 3,55 / 100,00   |
| Votos Inválidos         | Votos Inválidos                 | 234   | 6,14 / 100,00   |
| Total                   | Total                           | 3 809 | 100,00 / 100,00 |
| Eleitorado/Participação | Eleitorado/Participação         | 6 156 | 61,87 / 100,00  |

### Vinhais
| Partido                 | Partido                         | Votos  | %               |
| ----------------------- | ------------------------------- | ------ | --------------- |
|                         | Partido Social Democrata        | 3 468  | 46,03 / 100,00  |
|                         | Centro Democrático Social       | 2 053  | 27,25 / 100,00  |
|                         | Partido Socialista              | 1 088  | 14,44 / 100,00  |
|                         | Coligação Democrática Unitária  | 163    | 2,16 / 100,00   |
|                         | Movimento Democrático Português | 95     | 1,26 / 100,00   |
|                         | Partido da Democracia Cristã    | 92     | 1,22 / 100,00   |
|                         | Partido Renovador Democrático   | 80     | 1,06 / 100,00   |
|                         | Outros (com menos de 1,00%)     | 205    | 2,72 / 100,00   |
| Votos Inválidos         | Votos Inválidos                 | 290    | 3,85 / 100,00   |
| Total                   | Total                           | 7 534  | 100,00 / 100,00 |
| Eleitorado/Participação | Eleitorado/Participação         | 12 755 | 59,07 / 100,00  |